# Малмизьке князівство
Малмизьке князівство — найбільше і найвідоміше марійське протофеодальне утворення.

## Історія
Веде свою історію від засновників, марійських князів Алтибая, Урси та Ямшана (перша половина — середина XIV століття), які колонізували ці місця після приходу зі Середньої Вятки. Розквіт князівства — у період правління князя Болтуша (перша чверть XVI століття). У співпраці з сусідніми князівствами Китяка і Порек воно виявило найбільший опір російським військам у період Черемиських війн.
Після падіння Малмижа жителі його під керівництвом князя Токтауша, брата Болтуша, спустились вниз по Вятці і заснували нові поселення Марі-Малмиж та Уса (Усола)-Малмижка. Нащадки Токтауша живуть там до сих пір. Князівство розпалося на кілька незалежних малозначних володінь, зокрема Буртек.

## Територія
У період розквіту до його складу входили Пижмари, Ардаял, Адорим, Постников, Буртек (Марі-Малмиж), Руське та Марійське Бабино, Сатнур, Четай, Шишинер, Янгулово, Салаєв, Балтаси, Арбор та Сизинер. До 1540-х років райони Балтаси, Янгулово, Арбор та Сизинер були завойовані татарами.

## Правителі
- Алтибай, Урса та Ямшан
- Ішко
- Болтуш
- Токтауш